# Liste der Nummer-eins-Hits der Billboard Mainstream Rock Songs (2020er Jahre)
Die Mainstream Rock Songs-Charts sind Musikcharts des Magazins Billboard, die Titel aus den Musikrichtungen Mainstream- und Active-Rock nach Radioübertragungen listen. Die Mainstream Rock Songs Charts wurden am 21. März 1981 erstmals veröffentlicht. Die folgende Liste zeigt die Titel an, die in den 2020er Jahren Platz eins erreichten. Zusätzlich wird der Titel hervorgehoben, der Platz eins der Jahrescharts belegte.
Die dänische Band Volbeat stellte im März 2020 einen neuen Rekord für die meisten Nummer-eins-Hits einer europäischen Band auf, als sie zum achten Mal in ihrer Karriere die Spitzenposition einnahmen. Im Mai 2020 schafften es Godsmack als erst vierte Band, vier Nummer-eins-Hits vom gleichen Studioalbum zu erreichen. Zuvor schafften dies nur The Black Crowes, Shinedown und Disturbed. Metallica wurden im September 2020 zur ersten Band, die in vier Jahrzehnten mindestens einen Nummer-eins-Hit hatten.

## Legende
- Datum: Nennt das Datum, an dem der Titel Platz eins der Charts belegte.
- Titel: Nennt den Titel des Liedes. Gelb unterlegte Titel belegten Platz eins der Jahrescharts.
- Künstler: Nennt den Namen des Künstlers bzw. der Band
- Wochen: Nennt die Anzahl der Wochen, die der Titel Platz eins der Charts belegte.

## Übersicht

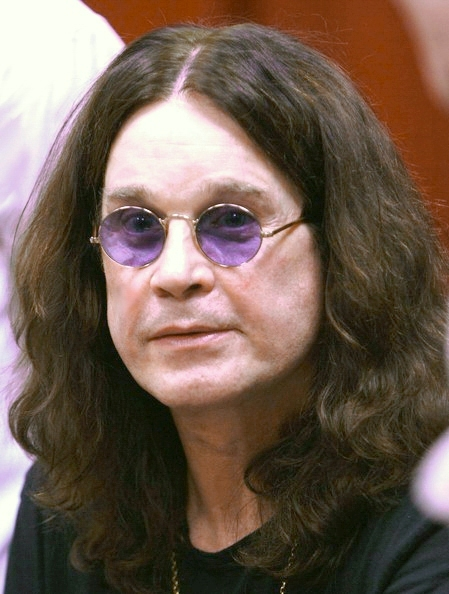
Ozzy Osbourne hatte die erste Nummer eins der Dekade

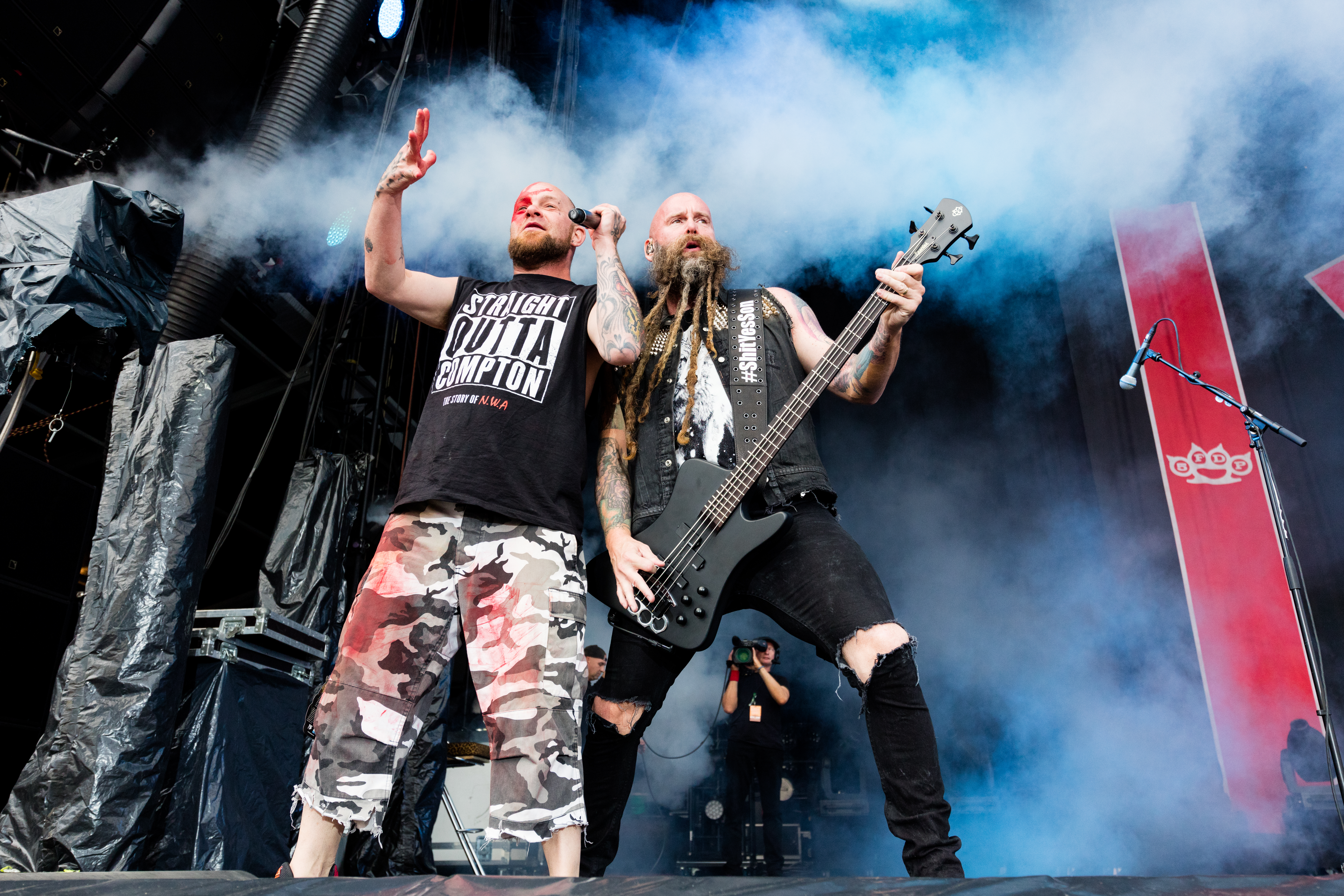
Five Finger Death Punch hatten neun Nummer-eins-Hits

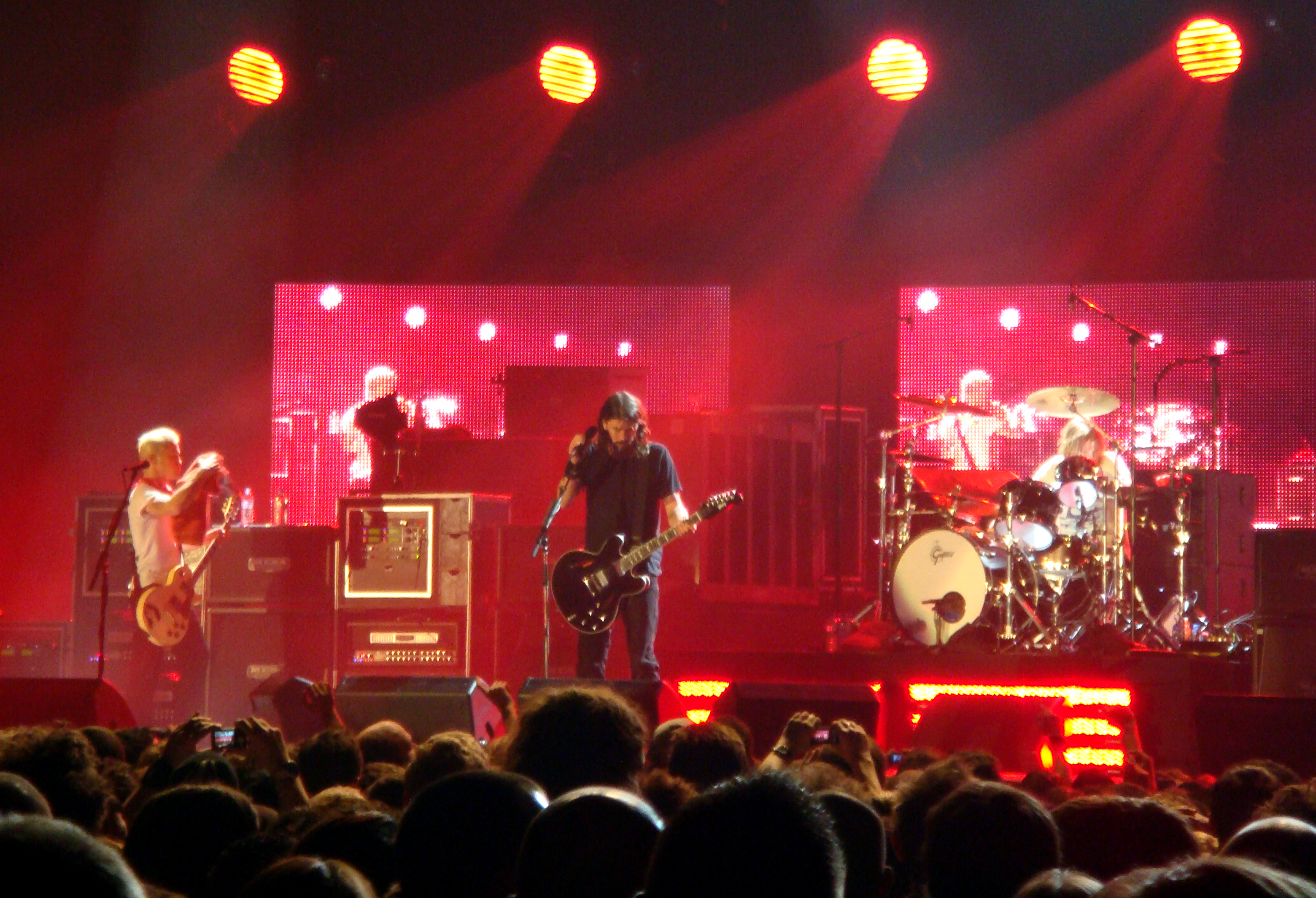
Sechs Nummer-eins-Hits hatten die Foo Fighters…

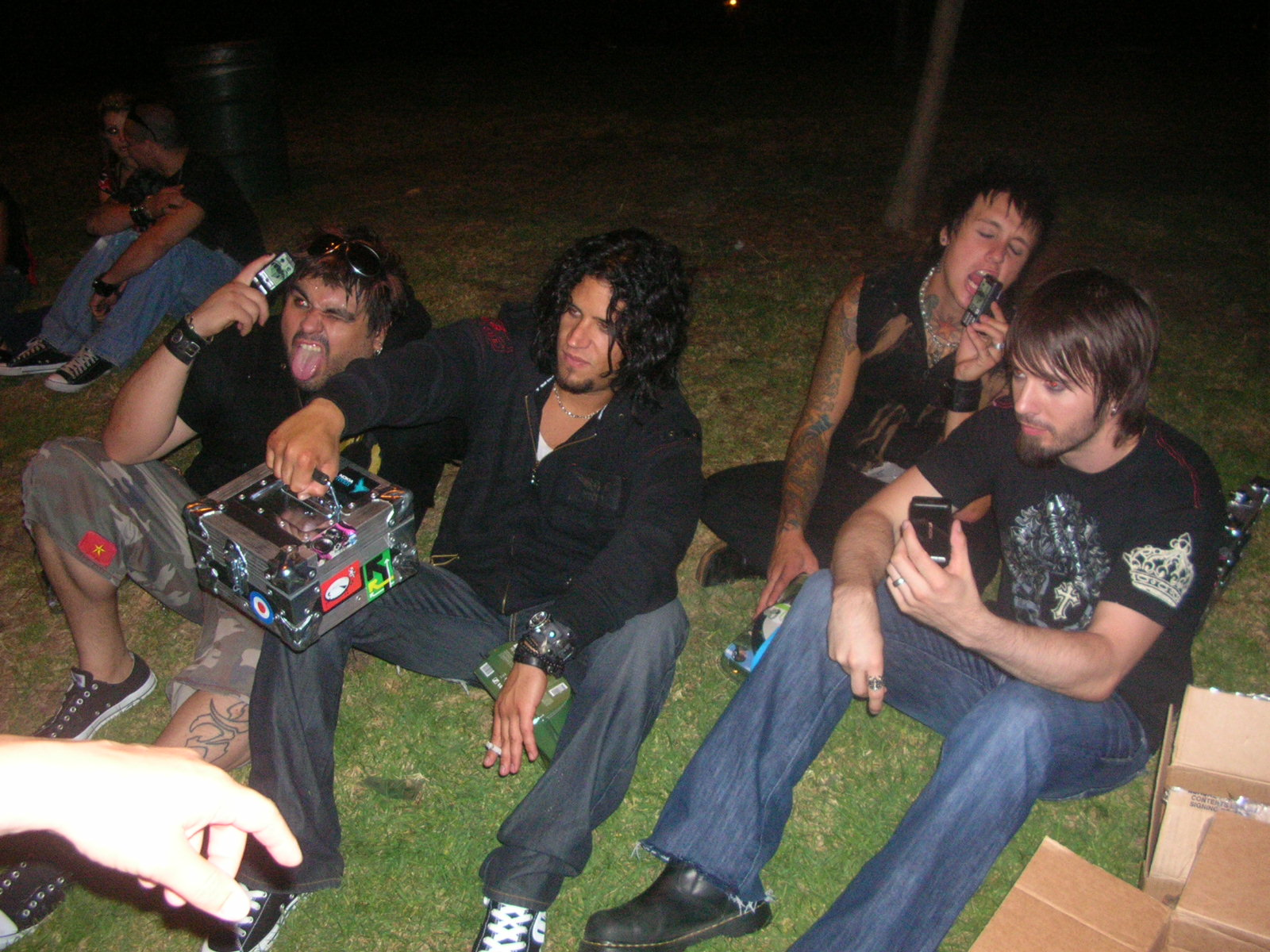
…Papa Roach…

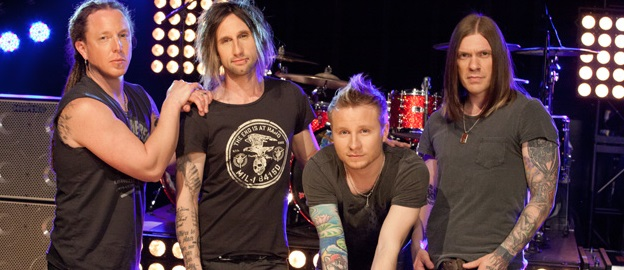
…und Shinedown

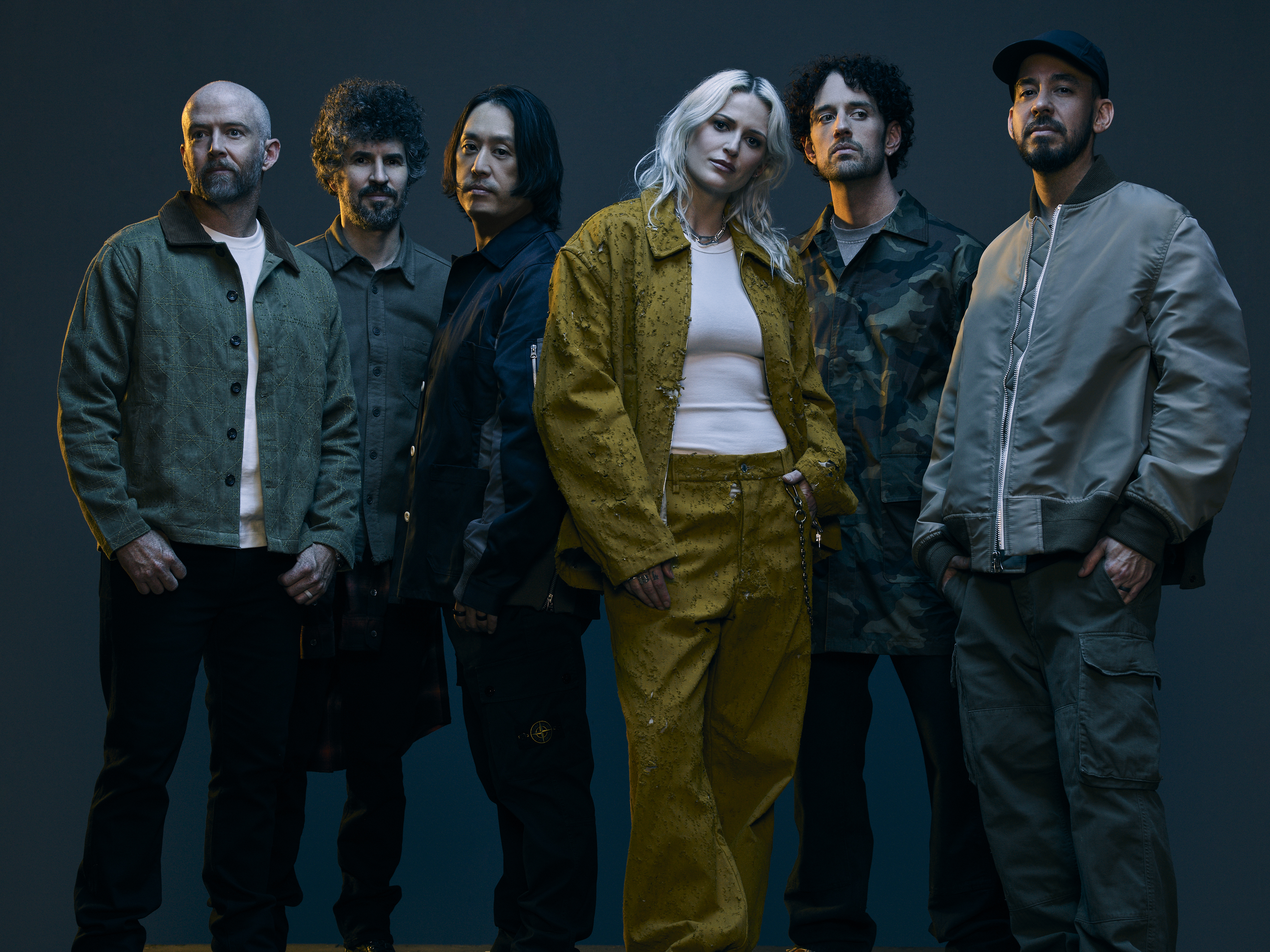
Fünf Nummer-eins-Hits hatten Linkin Park…

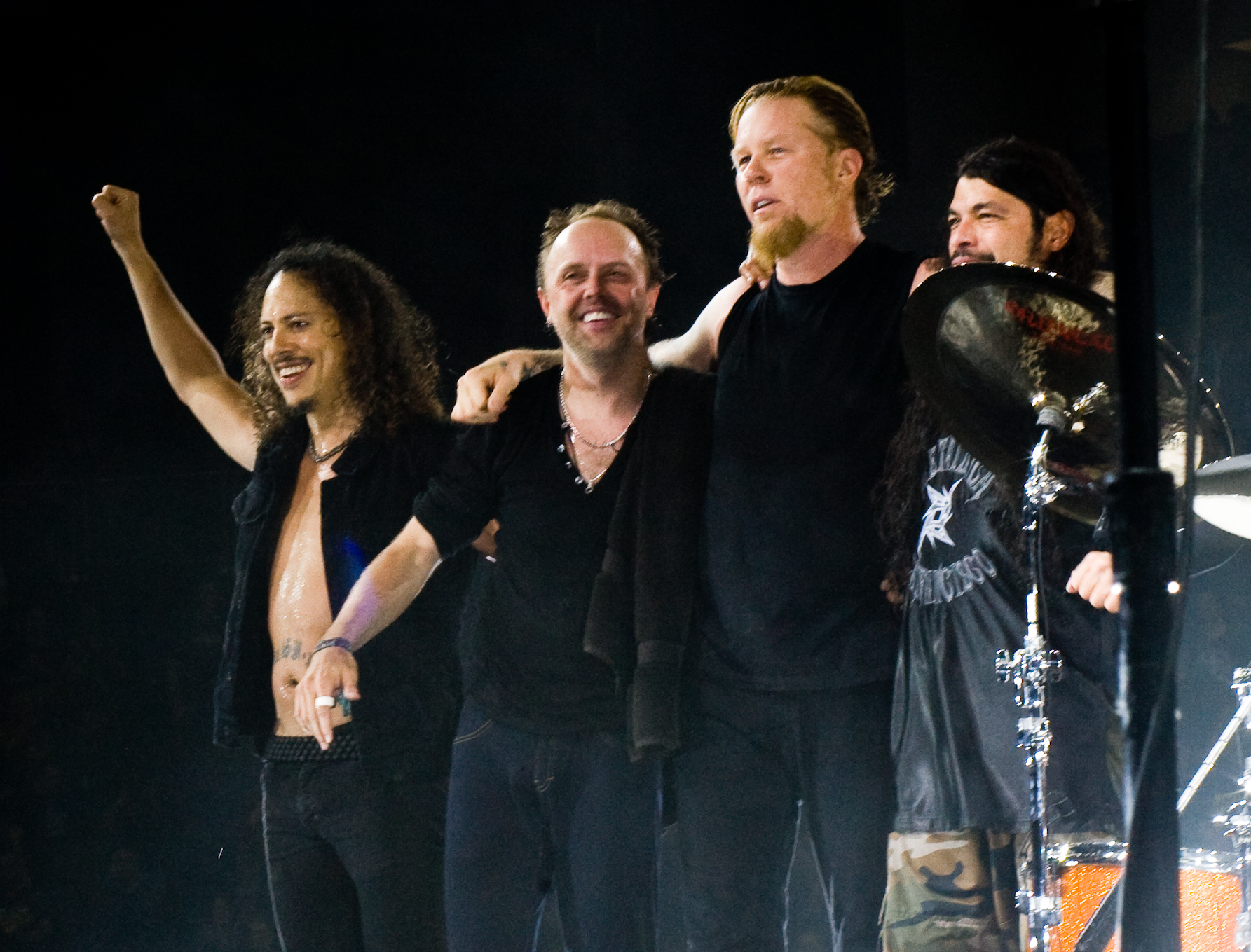
…und Metallica.

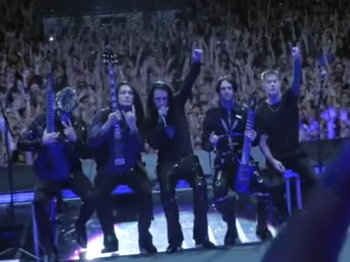
Vier Nummer-eins-Hits hatten Falling in Reverse

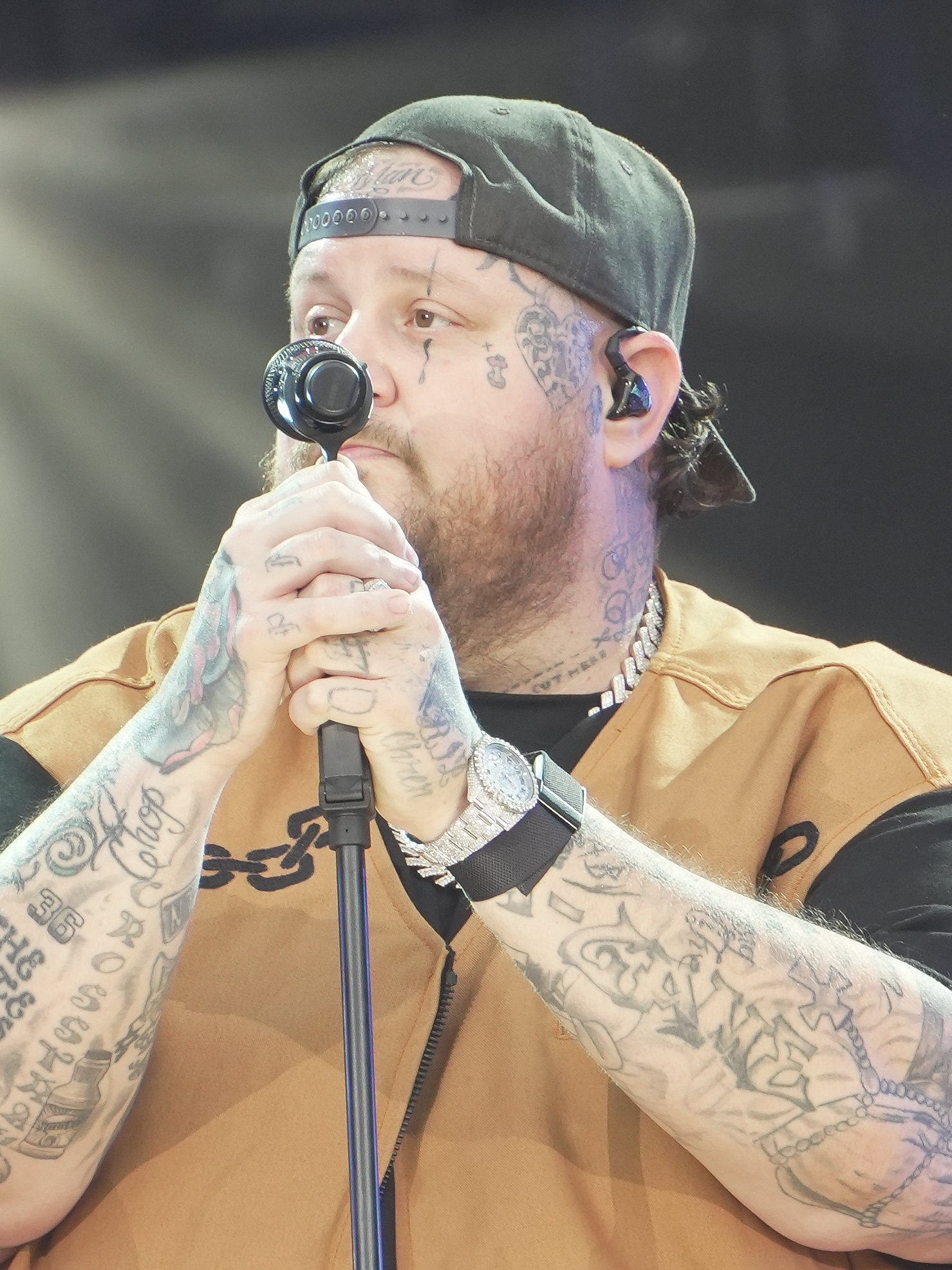
…Jelly Roll…

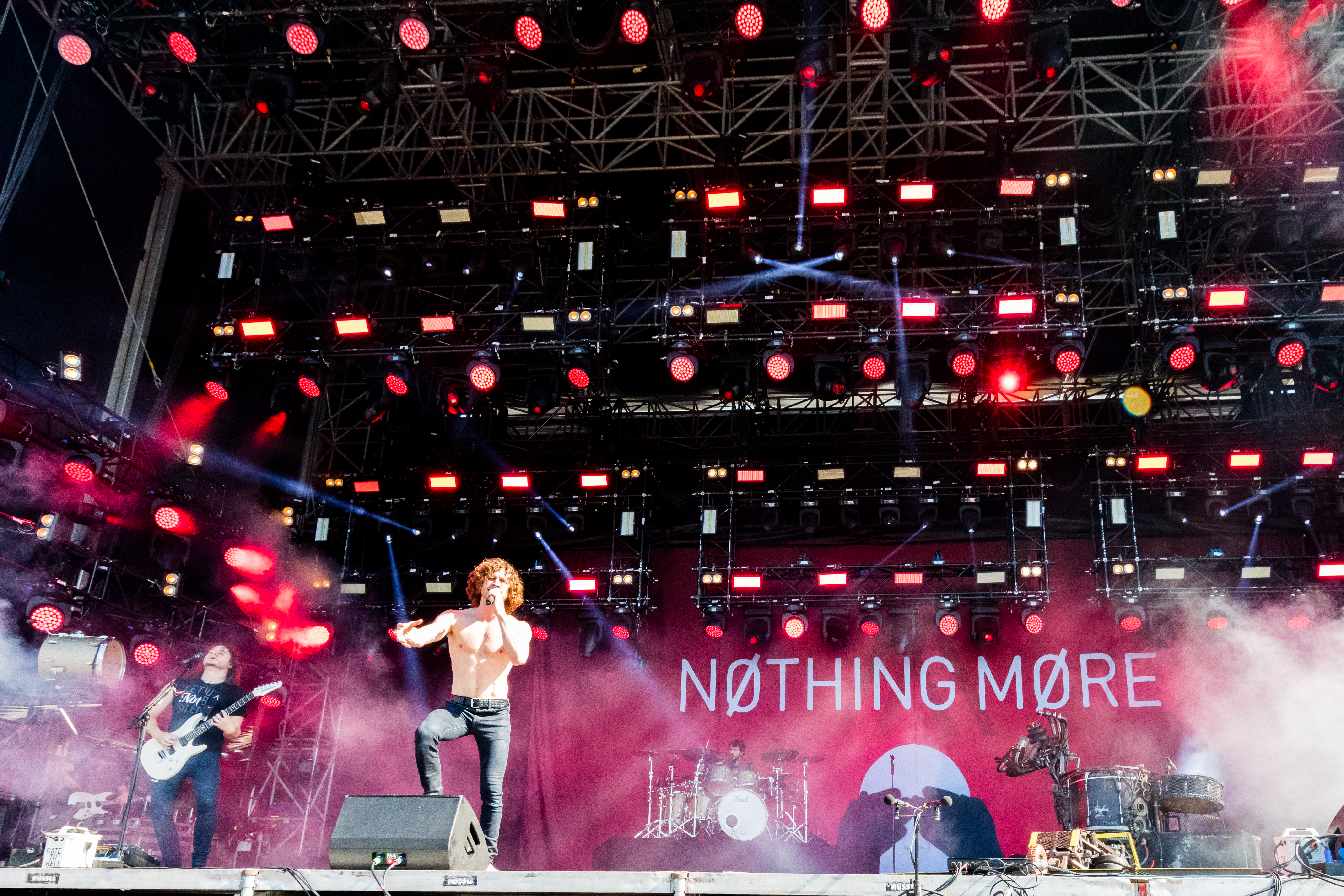
…Nothing More…

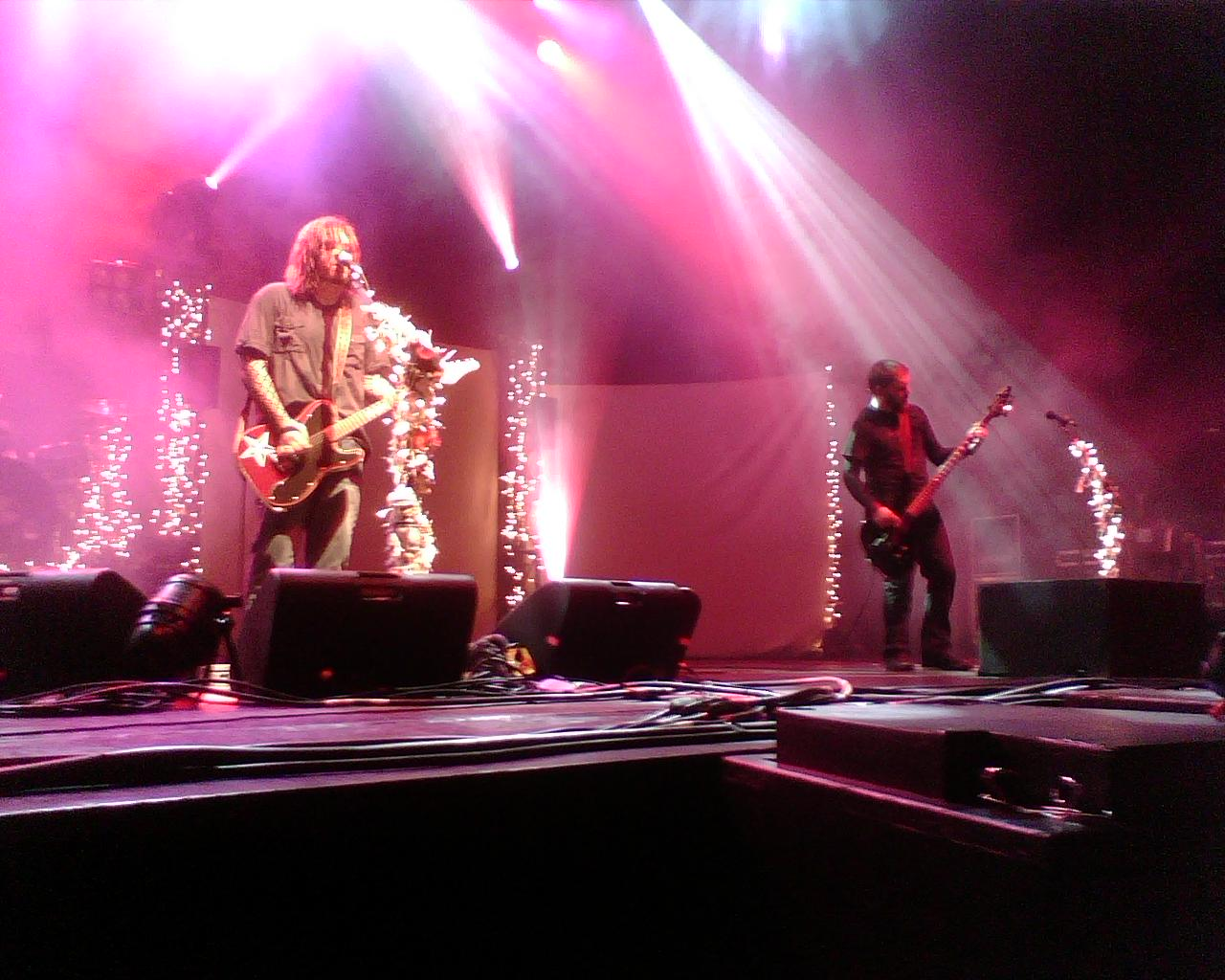
…Seether…

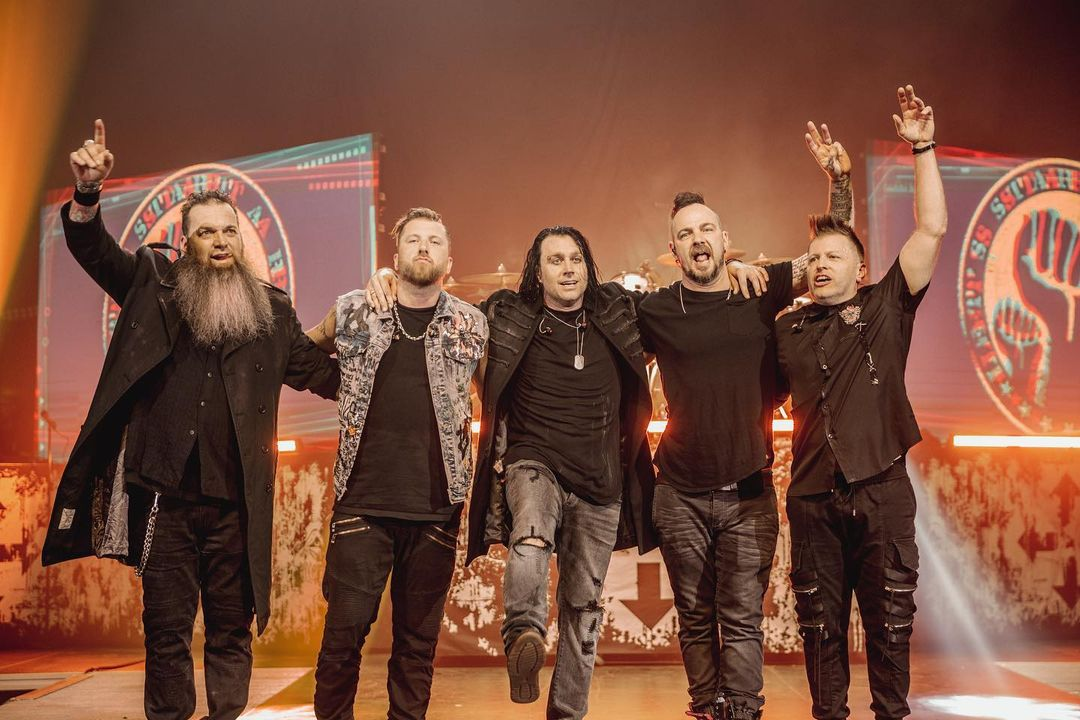
…Three Days Grace…

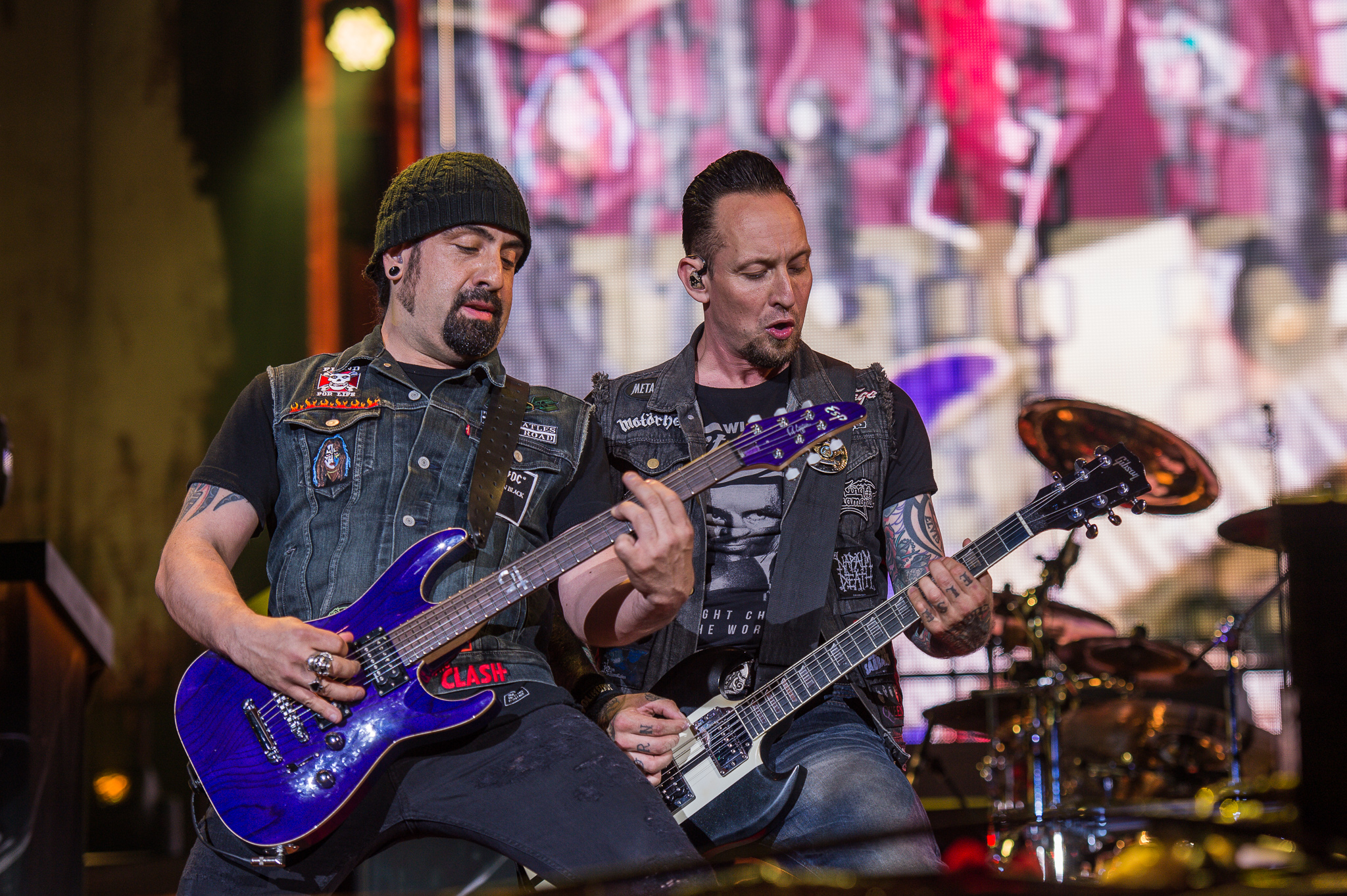
…und Volbeat.

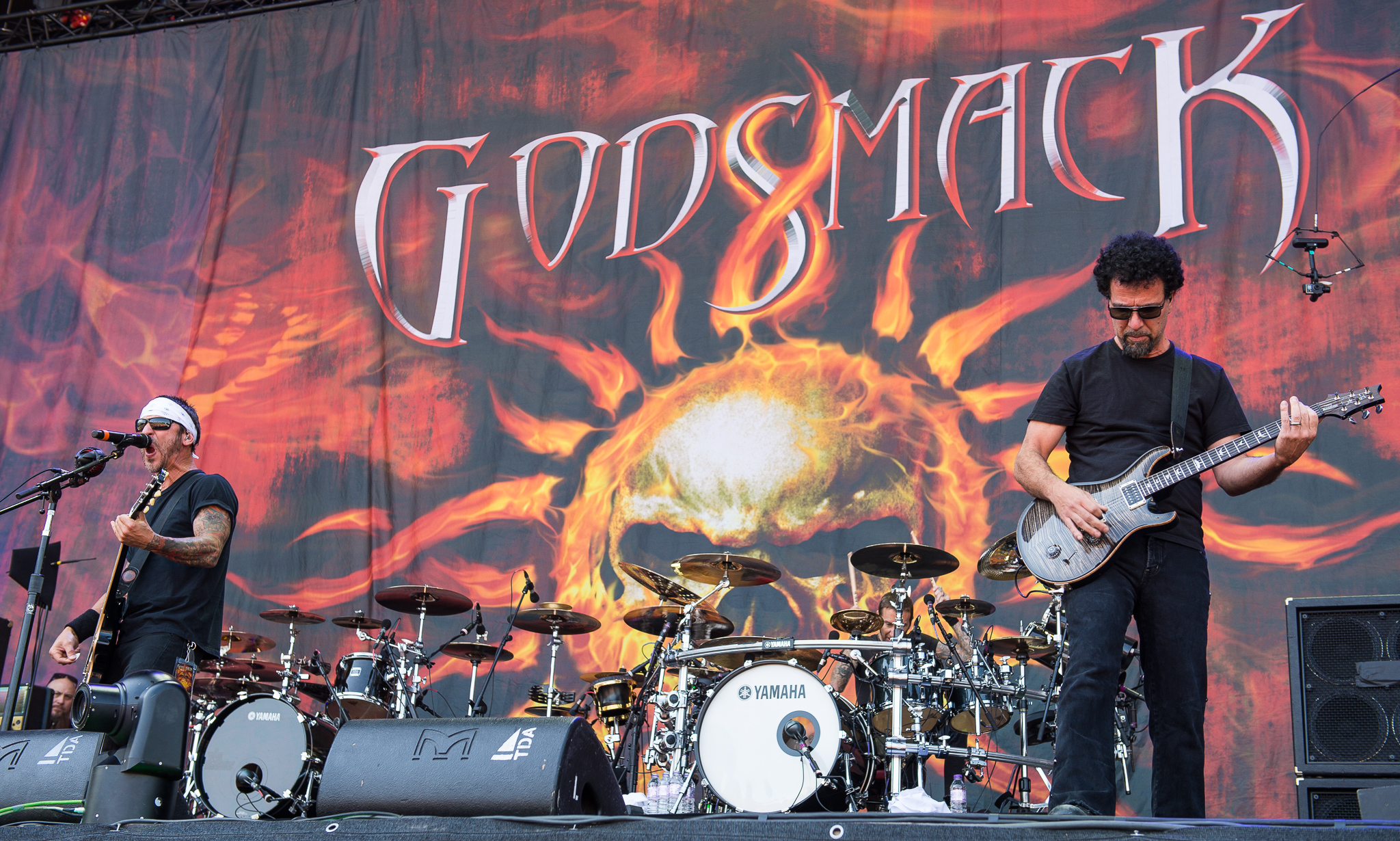
Drei Nummer-eins-Hits hatten Godsmack…

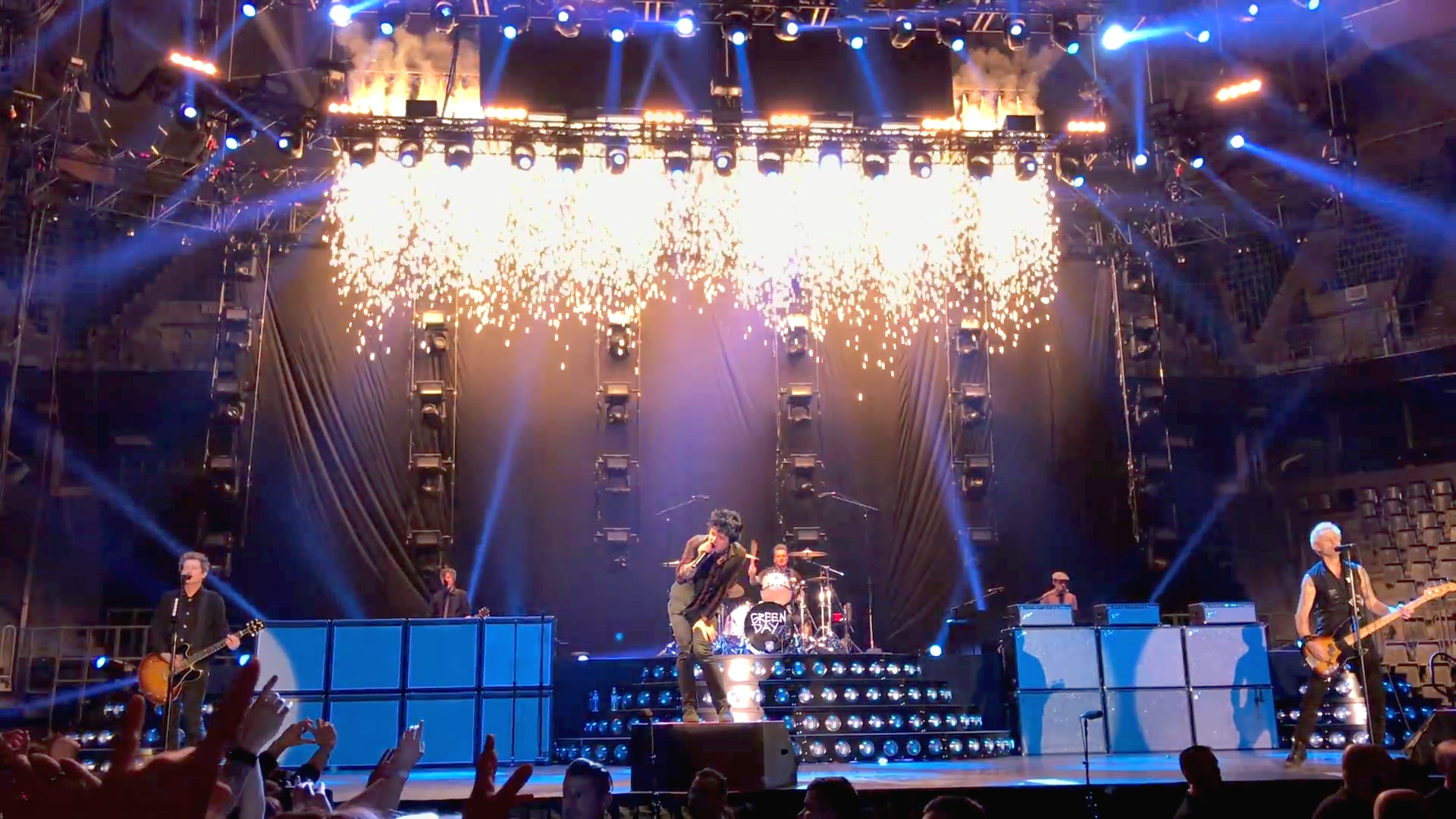
…Green Day…

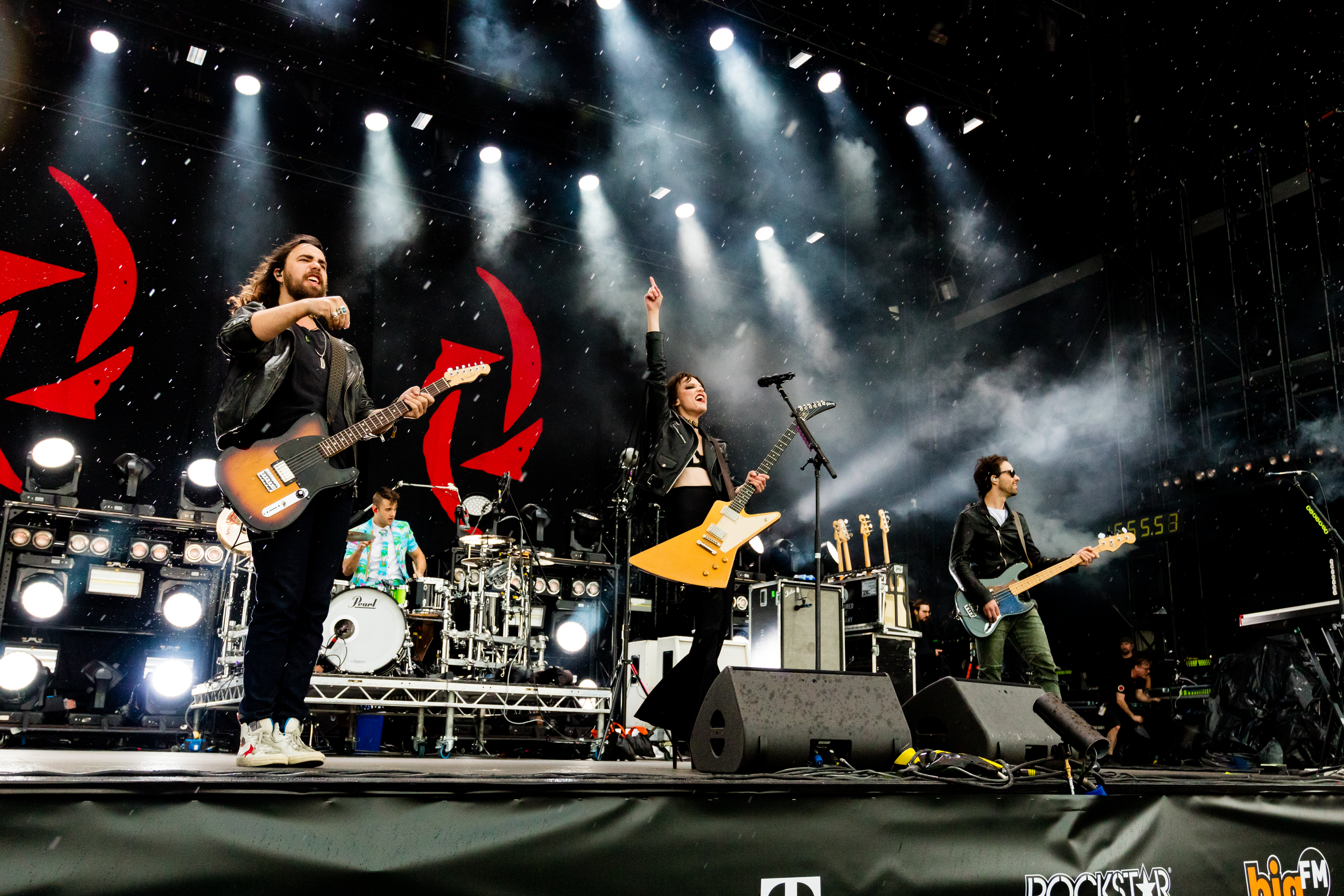
…Halestorm…

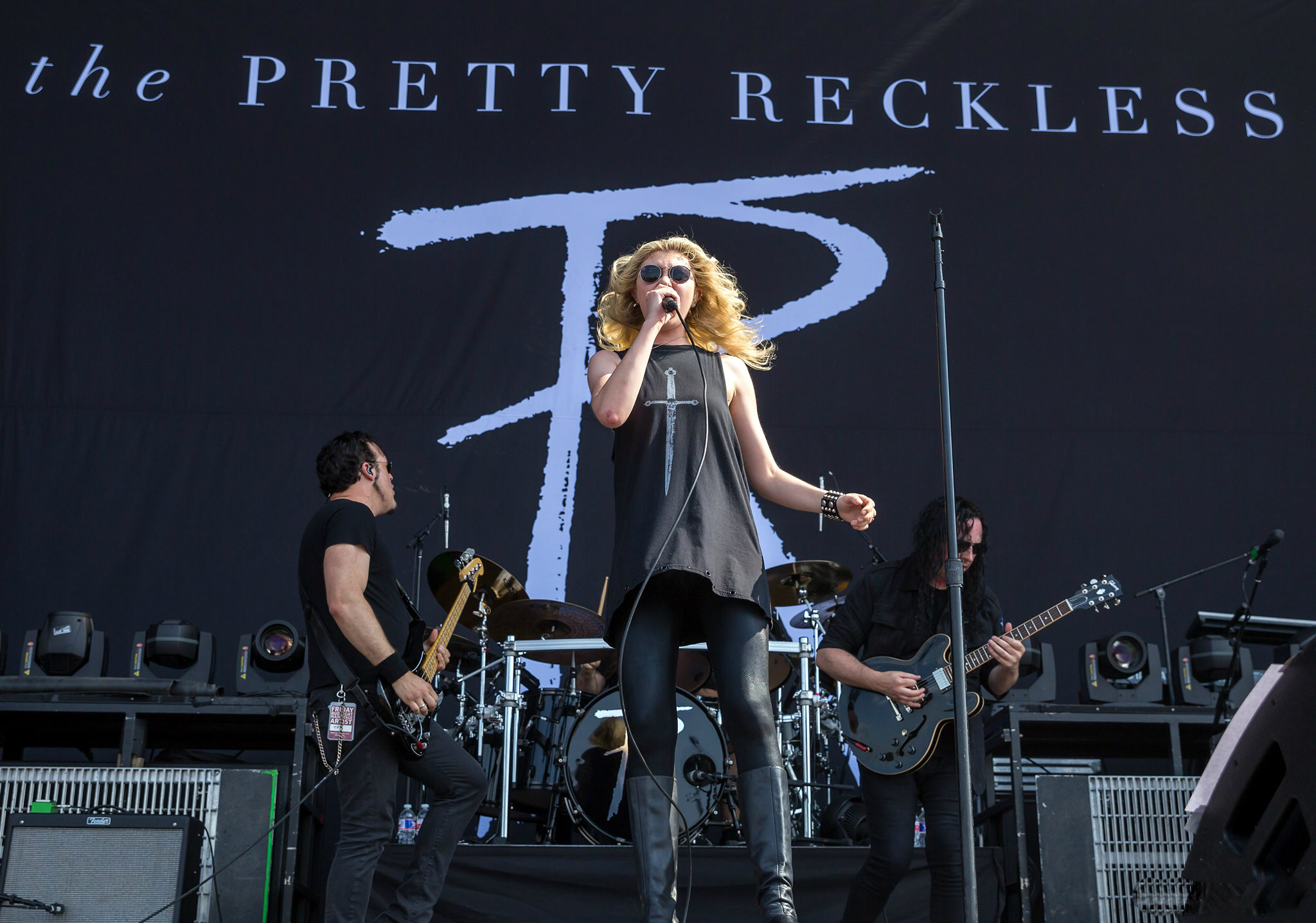
und The Pretty Reckless…

### 2020
| Datum        | Titel                  | Künstler                             | Wochen |
| ------------ | ---------------------- | ------------------------------------ | ------ |
| 4. Januar    | Under the Graveyard    | Ozzy Osbourne                        | 3      |
| 25. Januar   | Killing Me Slowly      | Bad Wolves                           | 1      |
| 1. Februar   | Attention Attention    | Shinedown                            | 1      |
| 8. Februar   | Inside Out             | Five Finger Death Punch              | 2      |
| 22. Februar  | History of Violence    | Theory of a Deadman                  | 1      |
| 29. Februar  | Inside Out             | Five Finger Death Punch              | 2      |
| 14. März     | Die to Live            | Volbeat feat. Neil Fallon            | 1      |
| 21. März     | Hurricane              | I Prevail                            | 2      |
| 4. April     | Oh Yeah!               | Green Day                            | 2      |
| 18. April    | Far Away               | Breaking Benjamin feat. Scooter Ward | 3      |
| 9. Mai       | Popular Monster        | Falling in Reverse                   | 1      |
| 16. Mai      | Unforgettable          | Godsmack                             | 4      |
| 20. Juni     | Sober                  | Bad Wolves                           | 2      |
| 4. Juli      | A Little Bit Off       | Five Finger Death Punch              | 4      |
| 1. August    | Death by Rock and Roll | The Pretty Reckless                  | 3      |
| 22. August   | Atlas Falls            | Shinedown                            | 2      |
| 5. September | All Within My Hands    | Metallica & San Francisco Symphony   | 4      |
| 3. Oktober   | Patience               | Chris Cornell                        | 1      |
| 10. Oktober  | Dangerous              | Seether                              | 3      |
| 31. Oktober  | Black Eyes Blue        | Corey Taylor                         | 2      |
| 14. November | Shot in the Dark       | AC/DC                                | 5      |
| 19. Dezember | Shame Shame            | Foo Fighters                         | 6      |

### 2021
| Datum         | Titel                     | Künstler                                             | Wochen |
| ------------- | ------------------------- | ---------------------------------------------------- | ------ |
| 30. Januar    | My Way, Soon              | Greta Van Fleet                                      | 1      |
| 6. Februar    | Living the Dream          | Five Finger Death Punch                              | 1      |
| 13. Februar   | Trouble's Coming          | Royal Blood                                          | 2      |
| 27. Februar   | Distance                  | Mammoth WVH                                          | 2      |
| 13. März      | The Ending                | Papa Roach                                           | 1      |
| 20. März      | Self Destructor           | Chevelle                                             | 3      |
| 10. April     | Waiting on a War          | Foo Fighters                                         | 2      |
| 24. April     | And So It Went            | The Pretty Reckless feat. Tom Morello                | 2      |
| 8. Mai        | Breathe Again             | Pop Evil                                             | 1      |
| 15. Mai       | Bruised and Bloodied      | Seether                                              | 1      |
| 22. Mai       | Let the Bad Times Roll    | The Offspring                                        | 1      |
| 29. Mai       | Bruised and Bloodied      | Seether                                              | 1      |
| 5. Juni       | Mercy                     | Ayron Jones                                          | 4      |
| 3. Juli       | Darkness Settles In       | Five Finger Death Punch                              | 5      |
| 7. August     | Nowhere Generation        | Rise Against                                         | 1      |
| 14. August    | For the Glory             | All Good Things feat. Johnny 3 Tears & Charlie Scene | 1      |
| 21. August    | Wait a Minute My Girl     | Volbeat                                              | 3      |
| 11. September | Don’t Back Down           | Mammoth WVH                                          | 1      |
| 18. September | Making a Fire             | Foo Fighters                                         | 1      |
| 25. September | Only Love Can Save Me Now | The Pretty Reckless feat. Matt Cameron & Kim Thayil  | 3      |
| 16. Oktober   | Survivor                  | Pop Evil                                             | 2      |
| 30. Oktober   | Wasteland                 | Seether                                              | 1      |
| 6. November   | Back from the Dead        | Halestorm                                            | 1      |
| 13. November  | Alone Again               | Asking Alexandria                                    | 1      |
| 20. November  | Kill the Noise            | Papa Roach                                           | 4      |
| 18. Dezember  | Shotgun Blues             | Volbeat                                              | 2      |

Nummer eins der Jahrescharts wurde das Lied Teardrops von Bring Me the Horizon. Das Lied erreichte im Juni 2021 Platz zwei der Wochencharts.

### 2022
| Datum         | Titel                   | Künstler                         | Wochen |
| ------------- | ----------------------- | -------------------------------- | ------ |
| 1. Januar     | Hunter’s Moon           | Ghost                            | 1      |
| 8. Januar     | Shotgun Blues           | Volbeat                          | 1      |
| 15. Januar    | Dead Inside             | Nita Strauss feat. David Draiman | 3      |
| 5. Februar    | So Called Life          | Three Days Grace                 | 4      |
| 5. März       | Planet Zero             | Shinedown                        | 8      |
| 30. April     | Zombified               | Falling in Reverse               | 1      |
| 7. Mai        | Won’t Stand Down        | Muse                             | 1      |
| 14. Mai       | Dead Man Walking        | Jelly Roll                       | 1      |
| 21. Mai       | Call Me Little Sunshine | Ghost                            | 2      |
| 4. Juni       | The Steeple             | Halestorm                        | 1      |
| 11. Juni      | Afterlife               | Five Finger Death Punch          | 4      |
| 9. Juli       | Lifetime                | Three Days Grace                 | 3      |
| 30. Juli      | Patient Number 9        | Ozzy Osbourne feat. Jeff Beck    | 3      |
| 20. August    | Daylight                | Shinedown                        | 2      |
| 3. September  | Hey You                 | Disturbed                        | 3      |
| 24. September | No Apologies            | Papa Roach                       | 1      |
| 1. Oktober    | Times Like These        | Five Finger Death Punch          | 3      |
| 22. Oktober   | Masterpiece             | Motionless in White              | 1      |
| 29. Oktober   | Natural Born Killer     | Highly Suspect                   | 1      |
| 5. November   | Bad Things              | I Prevail                        | 1      |
| 12. November  | Surrender               | Godsmack                         | 4      |
| 17. Dezember  | Lux Æterna              | Metallica                        | 11     |

### 2023
| Datum         | Titel                            | Künstler                | Wochen |
| ------------- | -------------------------------- | ----------------------- | ------ |
| 4. März       | Welcome to the Circus            | Five Finger Death Punch | 1      |
| 11. März      | Just Pretend                     | Bad Omens               | 1      |
| 18. März      | Lost                             | Linkin Park             | 8      |
| 13. Mai       | Cut the Line                     | Papa Roach              | 1      |
| 20. Mai       | Rescued                          | Foo Fighters            | 6      |
| 1. Juli       | 72 Seasons                       | Metallica               | 2      |
| 15. Juli      | Need a Favor                     | Jelly Roll              | 3      |
| 5. August     | Lowest in Me                     | Staind                  | 2      |
| 19. August    | Unstoppable                      | Disturbed               | 2      |
| 2. September  | The Dirt I’m Buried In           | Avatar                  | 3      |
| 23. September | Beyond                           | Corey Taylor            | 1      |
| 30. September | Under You                        | Foo Fighters            | 1      |
| 7. Oktober    | Psycho                           | Asking Alexandria       | 4      |
| 4. November   | Too Far Gone?                    | Metallica               | 1      |
| 11. November  | Skeletons                        | Pop Evil                | 1      |
| 18. November  | Might Love Myself                | Beartooth               | 1      |
| 25. November  | The American Dream Is Killing Me | Green Day               | 8      |

### 2024
| Datum         | Titel                    | Künstler                                   | Wochen |
| ------------- | ------------------------ | ------------------------------------------ | ------ |
| 20. Januar    | A Symptom of Being Human | Shinedown                                  | 4      |
| 17. Februar   | Artificial               | Daughtry                                   | 1      |
| 24. Februar   | Leave a Light On         | Papa Roach                                 | 3      |
| 16. März      | Dark Matter              | Pearl Jam                                  | 4      |
| 13. April     | The Glass                | Foo Fighters                               | 1      |
| 20. April     | Friendly Fire            | Linkin Park                                | 1      |
| 27. April     | Dilemma                  | Green Day                                  | 2      |
| 11. Mai       | I Was Alive              | Beartooth                                  | 1      |
| 18. Mai       | Screaming Suicide        | Metallica                                  | 2      |
| 1. Juni       | Truth                    | Godsmack                                   | 2      |
| 15. Juni      | This Is the Way          | Five Finger Death Punch feat. DMX          | 2      |
| 29. Juni      | If It Doesn’t Hurt       | Nothing More                               | 2      |
| 13. Juli      | Wreckage                 | Pearl Jam                                  | 1      |
| 20. Juli      | All My Life              | Falling in Reverse feat. Jelly Roll        | 4      |
| 24. August    | Magnetic                 | Wage War                                   | 2      |
| 7. September  | Pieces                   | Daughtry                                   | 1      |
| 14. September | Judas Mind               | Seether                                    | 2      |
| 28. September | Can U See Me in the Dark | Halestorm & I Prevail                      | 1      |
| 5. Oktober    | The Emptiness Machine    | Linkin Park                                | 6      |
| 16. November  | Suffocate City           | The Funeral Portrait feat. Spencer Charnas | 1      |
| 23. November  | Angel Song               | Northing More feat. David Draiman          | 2      |
| 7. Dezember   | Liar                     | Jelly Roll                                 | 1      |
| 14. Dezember  | Awaken                   | Breaking Benjamin                          | 4      |

### 2025
| Datum       | Titel               | Künstler                                  | Wochen |
| ----------- | ------------------- | ----------------------------------------- | ------ |
| 11. Januar  | Mayday              | Three Days Grace                          | 5      |
| 15. Februar | Heavy Is the Crown  | Linkin Park                               | 1      |
| 22. Februar | Stuck in My Head    | Sleep Theory                              | 2      |
| 8. März     | Bad Guy             | Falling in Reverse feat. Saraya           | 1      |
| 15. März    | Dance Kid, Dance    | Shinedown                                 | 1      |
| 22. März    | Even If It Kills Me | Papa Roach                                | 3      |
| 12. April   | I Will Not Break    | Disturbed                                 | 3      |
| 3. Mai      | House on Sand       | Nothing More feat. Eric Vanlerberghe      | 1      |
| 10. Mai     | I Will Not Break    | Disturbed                                 | 1      |
| 17. Mai     | By a Monster's Hand | Volbeat                                   | 2      |
| 31. Mai     | Up from the Bottom  | Linkin Park                               | 2      |
| 14. Juni    | Holy Water          | The Funeral Portrait feat. Ivan Moody     | 3      |
| 5. Juli     | Afterlife           | Evanescence                               | 2      |
| 19. Juli    | Apologies           | Three Days Grace                          | 1      |
| 26. Juli    | I Refuse            | Five Finger Death Punch feat. Maria Brink | 1      |
| 2. August   | The End             | Mammoth                                   | 1      |
| 9. August   | Freefall            | Nothing More feat. Chris Daughtry         | 2      |
| 23. August  | Static              | Sleep Theory                              |        |

## Künstler mit den meisten Nummer-eins-Hits
| Anzahl | Künstler                |
| ------ | ----------------------- |
| 9      | Five Finger Death Punch |
| 6      | Foo Fighters            |
| 6      | Papa Roach              |
| 6      | Shinedown               |
| 5      | Linkin Park             |
| 5      | Metallica               |
| 4      | Falling in Reverse      |
| 4      | Jelly Roll              |
| 4      | Nothing More            |
| 4      | Seether                 |
| 4      | Three Days Grace        |
| 4      | Volbeat                 |

| Anzahl | Künstler            |
| ------ | ------------------- |
| 3      | Disturbed           |
| 3      | Godsmack            |
| 3      | Green Day           |
| 3      | Halestorm           |
| 3      | I Prevail           |
| 3      | Mammoth (WVH)       |
| 3      | Pop Evil            |
| 3      | The Pretty Reckless |

| Anzahl | Künstler             |
| ------ | -------------------- |
| 2      | Asking Alexandria    |
| 2      | Bad Wolves           |
| 2      | Beartooth            |
| 2      | Breaking Benjamin    |
| 2      | David Draiman        |
| 2      | The Funeral Portrait |
| 2      | Ghost                |
| 2      | Ozzy Osbourne        |
| 2      | Pearl Jam            |
| 2      | Sleep Theory         |